# Francisco Toledo
Francisco Toledo (Juchitán (Oaxaca), 17 juli 1940 - 5 september 2019) was een Mexicaans kunstschilder.

## Levensloop
Toledo was van Zapoteekse komaf, een inheemse minderheid die in zijn regio ongeveer tien procent van de bevolking uitmaakt. Zijn ouders trokken enkele jaren na zijn geboorte naar de stad Ixtepec, Oaxaca, vervolgens naar Minatitlán, in de deelstaat Veracruz, en tijdens zijn middelbareschooltijd naar de regiohoofdstad Oaxaca de Juárez. Op zijn vijftiende begon hij met een kunstopleiding door lessen te nemen in het atelier van Arturo García Bustos. Na twee jaar vervolgde hij zijn studie in Mexico-Stad aan de kunstnijverheidsschool van het Instituto Nacional de Bellas Artes y Literatura (INBAL). In 1959 hield hij inmiddels zijn eerste exposities: in de Galería Antonio Souza in Mexico-Stad en het Fort Worth Center in Texas.
Hetzelfde jaar vertrok hij op negentienjarige leeftijd, eerst naar Rome en enkele maanden later naar Parijs. Daar werkte hij onder meer in het atelier van de drukgraficus Stanley William Hayter. Zijn eerste verblijf in Europa was erg succesvol, niet op zijn minst door zijn vriendschap met Octavio Paz en de ondersteuning van Olga en Rufino Tamayo. Zijn bekendheid breidde zich snel uit, eerst in Parijs en niet lang daarna ook in Londen, Amsterdam en New York.
Na vijf jaar in Europa te zijn geweest keerde Toledo in 1965 terug naar Mexico, maar woonde tussendoor ook weer meerdere maanden in Parijs, New York, Barcelona en Santa Monica, Californië. Ondertussen trouwde hij met Natalia, kreeg hij met haar vijf kinderen en kende hij ook perioden waarin hij vrijwel niet actief was in de kunst.
Naast zijn kunstzinnige werkzaamheden was hij ook actief met charitatieve en politiek-geëngageerde activiteiten. Vanaf 1993 was Toledo de drijvende kracht achter het initiatief Pro-OAX dat ten doel heeft het culturele en nationale erfgoed van Oaxaca duurzaam te behouden.

## Erkenning
In 1998 werd Toledo bekroond met de nationale prijs van Mexico, de Premio Nacional de Ciencias y Artes. In 2000 ontving hij samen met Jaime Lerner en Viva Rio de Grote Prins Claus Prijs binnen het thema stedelijke helden. In 2005 werd hij bekroond met de Right Livelihood Award, die ook wel Alternatieve Nobelprijs genoemd.

## Galerij

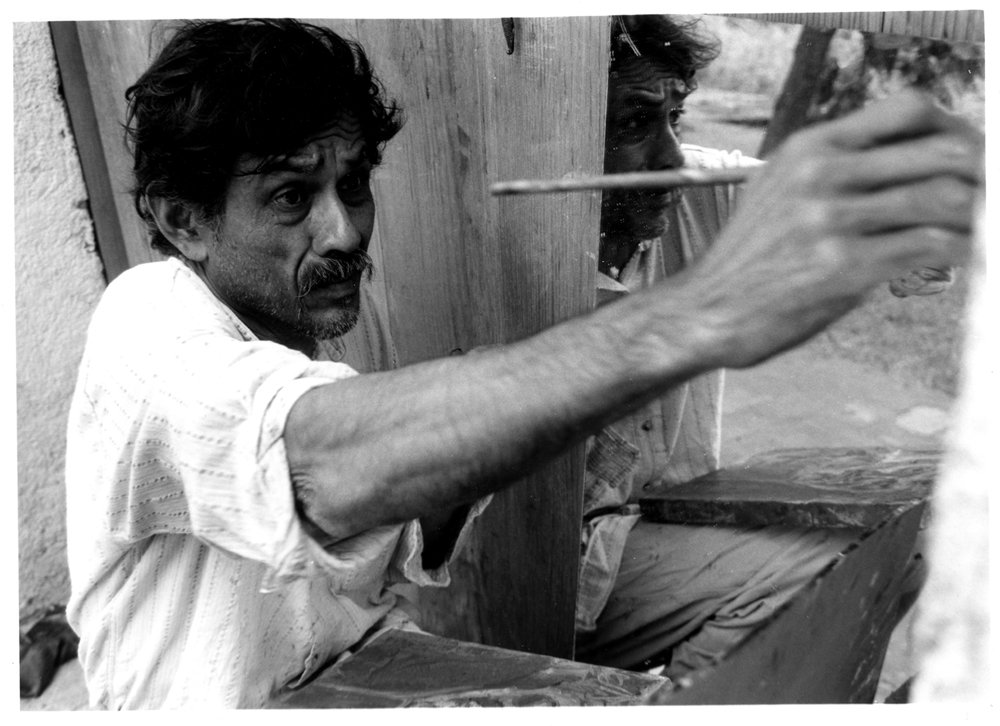
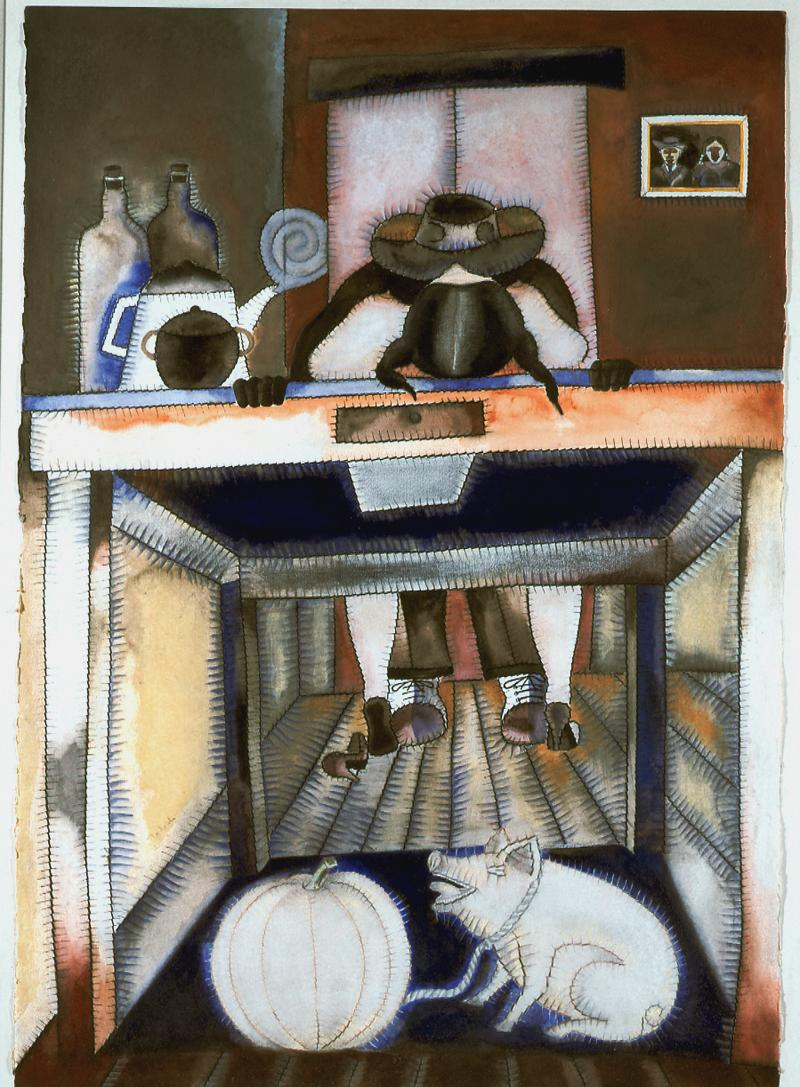
La mesa (de tafel)
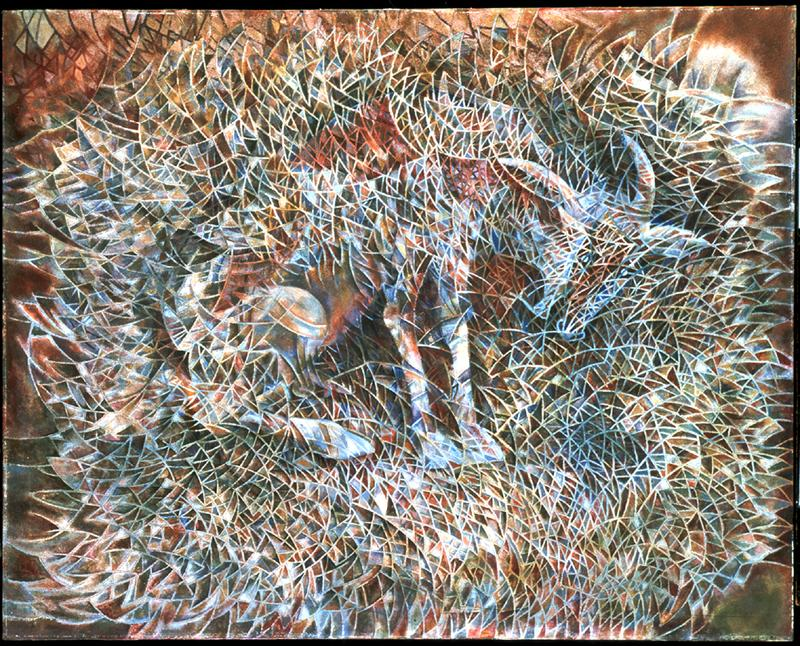
Chivo (bokje)
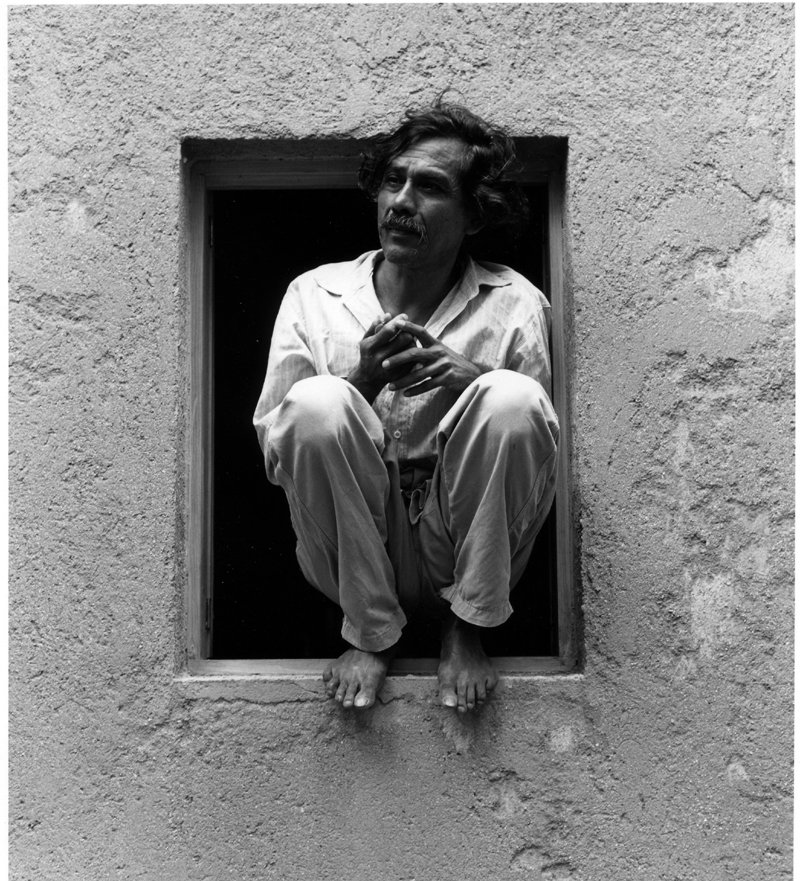